# توماس رو پرایس
توماس رو پرایس (انگلیسی: Thomas Rowe Price; ۱۶ مارس ۱۸۹۸ – ۲۰ اکتبر ۱۹۸۳) کارآفرین اهل ایالات متحده آمریکا بود، که در سال ۱۹۳۷ شرکت تی. رو پرایس را تأسیس کرد.